# ألينا روتارو كوتمان
ألينا روتارو كوتمان (من مواليد 5 يونيو 1993) هي لاعبة ألعاب قوى متخصصة في رياضة الوثب الطويل رومانية، حصلت على الميدالية البرونزية في بطولة العالم 2023 في منافسات الوثب الطويل. فازت بالميدالية الفضية في الوثب الطويل في بطولة العالم لألعاب القوى للشباب 2009  واحتلت المركز الرابع في الوثب العالي. لقد خرجت من التصفيات المؤهلة في بطولة العالم للناشئين 2010 لكنها فازت بالميدالية الفضية في دورة الألعاب الأولمبية الصيفية للشباب 2010. احتلت المركز الخامس في بطولة العالم للناشئين 2012، والرابع في الألعاب الفرانكوفونية 2013 والسابع في بطولة أوروبا 2014. شاركت أيضًا في بطولة أوروبا لألعاب القوى 2012 وبطولة أوروبا لألعاب القوى داخل الصالات 2013 دون الوصول إلى النهائي.
أفضل قفزة شخصية لها هي 6.96 مترًا، وقد حققتها في إنرينجن عام 2023.